# Kostel svatého Františka Serafinského (Hostim)
Kostel svatého Františka Serafinského se nachází v centru obce Hostim. Kostel je farním kostelem římskokatolické farnosti Hostim. Jde o stavbu s barokním jádrem s klasicistní přístavbou. Kostel je chráněn jako kulturní památka České republiky.

## Historie
Farnost v Hostimi byla poprvé zmiňována písemně v roce 1322, kdy byla zmíněna jako majetek kanonie premonstrátek v Perneggu, kostel byl posléze písemně zmíněn v roce 1394, byl to však gotický kostel, který byl později protestantským majitelem panství Hostim zbořen, to bylo před rokem 1569. 
Tehdejším majitelem panství byl Jiří Valečský z Mírova, nechal pak v roce 1569 postavit renesanční protestantský kostel. Jiří Valečský s manželkou pak byli na konci 16. století v kostelní kryptě pohřbeni. V novém kostele byly ponechány zvony z původního kostela, ty pocházely z roku 1502. Katolická fara pak svoji činnost v Hostimi v roce 1620 ukončila. Při rekatolizaci v první polovině 17. století pak se kostel stal opět majetkem katolické církve, nicméně kněz do farnosti přišel opět až v roce 1731. V roce 1657 pak v kostele byl umístěn pouze jeden oltář.
V roce 1727 byl kostel mírně rozšířen, stejně tak došlo k rozšíření kostela v roce 1829. Byly upraveny varhany a byl přistavěn hudební chór s venkovním vstupem, v roce 1853 byl kostel rekonstruován. Proběhly úpravy bočních oltářů, kazatelny a křtitelnice. Během první světové války byly zvony rekvírovány, zbylé zvony pak byly zrekvírovány v druhé světové válce. V roce 1948 pak byly opraveny varhany a v roce 1984 pak byl upraven a opraven hudební chór. Nové zvony pak byly do kostela pořízeny v roce 1990, byly pojmenovány František a Marie.